# Agence ukrainienne d'information indépendante
L'UNIAN ou Agence ukrainienne d'information indépendante sur les nouvelles (en ukrainien : Українське Незалежне Інформаційне Агентство Новин, УНІАН) est une agence de presse ukrainienne basée à Kiev. Elle produit et diffuse des informations politiques, économiques et financières, ainsi qu'un service de reportage photo.

## Description
L'UNIAN fait partie du groupe de médias 1+1, lié à l'oligarque Ihor Kolomoïsky,.
L'UNIAN a été fondée en mars 1993 comme l'Agence d'Information Indépendante Ukrainienne de Nouvelles.
L'agence possède son propre bâtiment, hérité de la période de l'Union soviétique. Il est situé dans la rue Krechtchatyk à Kiev.
L'UNIAN gère également sa propre chaîne de télévision, UNIAN TV. Le contenu de la chaîne comprend des informations, des programmes analytiques, des documentaires, du sport et des films. Le producteur général de la chaîne est Vladyslav Svinchenko.
La chaîne est disponible sur les réseaux satellite, câble et IPTV.

## Personnes notables
- Iryna Herachtchenko, présidente de l'UNIAN en 2006-07